# Inversion
Inversion is een third-person shooter ontwikkeld door Saber Interactive en uitgegeven door Namco Bandai voor Microsoft Windows, PlayStation 3 en Xbox 360. Het spel kwam uit op 5 juni in Noord-Amerika, waar de Europese versie werd uitgesteld naar ergens in juli.

## Plot
Inversion speelt zich af in de nabije toekomst en de fictieve stad Vanguard City. De speler speelt als agent Davis Russel op het moment dat de stad wordt aangevallen door een onbekende vijand genaamd "Lutadore". Russels dochter Leila wordt ontvoerd door de Lutadore. Het spel begint aan het einde van het verhaal, als hij gevangen wordt genomen en zal worden uitgevoerd. De daaraan voorafgaande gebeurtenissen worden dan gespeeld als afzonderlijke episodes in een flashback.

## Recensies
Inversion werd over het algemeen matig ontvangen. Volgens internationale pers is het spel "generiek" en verliest het entertainmentwaarde omdat "niemand de multiplayer speelt".

## Ontvangst
| Beoordeeld door                | Platform      | Datum             | Score |
| ------------------------------ | ------------- | ----------------- | ----- |
| GamingXP                       | Windows       | 11 augustus 2012  | 70%   |
| BGamer                         | Windows       | 11 juli 2012      | 65%   |
| BGamer                         | PlayStation 3 | 11 juli 2012      | 65%   |
| BGamer                         | Xbox 360      | 11 juli 2012      | 65%   |
| newbreview.com                 | PlayStation 3 | 13 juli 2012      | 60%   |
| Canadian Online Gamers Network | Xbox 360      | 9 juni 2012       | 60%   |
| PC Gamer                       | Windows       | 11 september 2012 | 52%   |
| Cheat Happens                  | Xbox 360      | 4 juli 2012       | 50%   |
| Jeuxvideo.com                  | Xbox 360      | 16 juli 2012      | 50%   |
| Jeuxvideo.com                  | PlayStation 3 | 16 juli 2012      | 50%   |